# NGC 2927
NGC 2927 é uma galáxia espiral barrada (SBb) localizada na direcção da constelação de Leo. Possui uma declinação de +23° 35' 25" e uma ascensão recta de 9 horas, 37 minutos e 15,1 segundos.
A galáxia NGC 2927 foi descoberta em 21 de Fevereiro de 1863 por Heinrich Louis d'Arrest.